# Hoplitis bombiformis
Hoplitis bombiformis är en biart som beskrevs av Van der Zanden 1991. Hoplitis bombiformis ingår i släktet gnagbin, och familjen buksamlarbin. Inga underarter finns listade i Catalogue of Life.